# Sieurin
Sieurin är ett svenskt efternamn, som den31 december 2022 bars av 38 personer folkbokförda i Sverige.

## Personer med efternamnet Sieurin
- Bertil Sieurin (1897–1968), målare och tecknare
- Emil Sieurin (1877–1962), civilingenjör, metallurg
- Paul Sieurin (1867–1933), uppfinnare